# Holy Diver
Pour l’article homonyme, voir Holy Diver (jeu vidéo).
Albums de Dio
The Last in Line
(1984)
Singles
1. Holy Diver
Sortie : 15 août 1983
2. Rainbow in the Dark
Sortie : 21 octobre 1983

Holy Diver est le premier album du groupe de heavy metal américain Dio publié en 1983. L'album a été remasterisé et est ressorti en 2005 via le label Rock Candy Records incluant une interview audio de Ronnie James Dio.

## Histoire
Publié le 25 mai 1983 sur le label Mercury en France, Cet album fut enregistré en Californie dans les Studios Sound City de Van Nuys, Los Angeles. Le producteur envisagé était Martin Birch (Deep Purple, Rainbow, Black Sabbath) avec lequel Ronnie avait déjà travaillé mais celui-ci était indisponible, Ronnie décida donc de produire l'album lui-même. Pour son nouveau groupe, Ronnie s'entoura de Jimmy Bain (ex-Rainbow), Vinny Appice (ex-Black Sabbath) et d'un guitariste irlandais de dix-neuf ans, Vivian Campbell, issu du groupe de la New wave of British heavy metal, Sweet Savage.
L'album a été accueilli par la critique comme étant le meilleur travail de Dio et un classique du heavy metal. L'album a été certifié disque d'or aux États-Unis le 12 septembre 1984 puis disque de platine le 21 mars 1989, avant d'être certifié double disque de platine par la RIAA le 6 mai 2022 .
Au Royaume-Uni, l'album a été certifié disque d'argent (60 000 d'unités vendues) par la British Phonographic Industry en janvier 1986, au même moment que l'album The Last in Line.

## Liste des titres
Version originale
- Paroles écrites par Ronnie James Dio.
- Musique indiquée ci-dessous.

| 1. | Stand Up and Shout      | Ronnie James Dio, Jimmy Bain     | 3:15 |
| 2. | Holy Diver              | R.J. Dio                         | 5:52 |
| 3. | Gypsy                   | R.J. Dio, Vivian Campbell        | 3:37 |
| 4. | Caught in the Middle    | R.J. Dio, Campbell, Vinny Appice | 4:13 |
| 5. | Don't Talk to Strangers | R.J. Dio                         | 4:49 |

| 1. | Straight Through the Heart | R. J. Dio, Bain                  | 4:31 |
| 2. | Invisible                  | R.J. Dio, Campbell, Appice       | 5:23 |
| 3. | Rainbow in the Dark        | R.J. Dio, Campbell, Appice, Bain | 4:13 |
| 4. | Shame on the Night         | R.J. Dio, Campbell, Appice, Bain | 5:16 |

Disc 2 de l'édition Deluxe 2012
| 1. | Evil Eyes (face B du single Holy Diver)                                     | R.J. Dio                                       | 3:46 |
| 2. | Stand Up and Shout (live, face B du single Rainbow in the Dark)             | R.J. Dio, Bain                                 | 4:13 |
| 3. | Straight Through the Heart (live, face B du single Rainbow in the Dark)     | R.J. Dio, Bain                                 | 4:36 |
| 4. | Stand Up and Shout (Live at the King Biscuit Flower Hour, 30/10/83)         | R.J. Dio, Bain                                 | 3:38 |
| 5. | Shame on the Night (Live at the King Biscuit Flower Hour, 30/10/83)         | R.J. Dio, Appice, Bain, Campbell               | 5:20 |
| 6. | Children of the Sea (Live at the King Biscuit Flower Hour, 30/10/83)        | R.J. Dio, Geezer Butler, Tony Iommi, Bill Ward | 6:15 |
| 7. | Holy Diver (Live at the King Biscuit Flower Hour, 30/10/83)                 | R.J. Dio                                       | 5:57 |
| 8. | Rainbow in the Dark (Live at the King Biscuit Flower Hour, 30/10/83)        | R.J. Dio, Appice, Bain, Campbell               | 5:14 |
| 9. | Man on the Silver Mountain (Live at the King Biscuit Flower Hour, 30/10/83) | Ritchie Blackmore, R.J. Dio                    | 6:51 |

## Crédits
Composition du groupe
- Ronnie James Dio – chants, claviers
- Vivian Campbell – guitare
- Jimmy Bain – basse, claviers
- Vinny Appice – batterie

Production
- Ingénieur du son : Angelo Arcuri
- Ingénieur (assistant) : Ray Leonard
- Illustration par Randy Berrett
- Conception originale par Wendy Dio

## Charts et certifications
Charts album
| Pays                                   | Meilleure position | Total semaines |
| -------------------------------------- | ------------------ | -------------- |
| Allemagne (Offizielle Deutsche Charts) | 52e                | 3              |
| États-Unis (Billboard 200)             | 56e                | 39             |
| Nouvelle-Zélande (RIANZ)               | 43e                | 2              |
| Royaume-Uni (OCC)                      | 13e                | 15             |
| Suède (Sverigetopplistan)              | 18e                | 8              |

Singles
| Année | Single              | Chart                  | Durée du classement | Position |
| ----- | ------------------- | ---------------------- | ------------------- | -------- |
| 1983  | Holy Diver          | Mainstream Rock Tracks | 2 semaines          | 40e      |
| 1983  | Holy Diver          | UK Singles Chart       | 3 semaines          | 72e      |
| 1983  | Holy Diver          | Sverigetopplistan      | 1 semaine           | 60e      |
| 1983  | Rainbow in the Dark | Mainstream Rock Tracks | 16 semaines         | 14e      |
| 1983  | Rainbow in the Dark | UK Singles Chart       | 3 semaines          | 46e      |

### Certifications
| Pays        | Certification  | Ventes      | Date       |
| ----------- | -------------- | ----------- | ---------- |
| États-Unis  | Double platine | 2 000 000 + | 06/05/2022 |
| Royaume-Uni | Argent         | 60 000 +    | 24/01/1986 |